# 自分のために/for you
「自分のために/for you」（じぶんのために/フォー・ユー）はTOKIOの31作目のシングル。2004年11月17日にユニバーサルミュージックから発売された。

## 解説
表題曲の一つ「自分のために」は、メンバーの松岡昌宏が主演した日本テレビ系ドラマ『ナースマンがゆく』の主題歌である。
「自分のために」のミュージックビデオでは、ジャニーズJr.時代の中島裕翔が出演している。
第55回NHK紅白歌合戦で歌唱された際には、国分太一が発売年に発生した新潟県中越地震で大きな被害を受けた新潟県にメッセージを送った。
ジャケットが異なる初回盤と通常盤の2形態で発売され、初回盤には特典として「TOKIOポケットサイズカレンダー2005」が封入されていた。

## 収録曲
1. 自分のために
作詞・作曲：飯岡隆志、編曲：山原一浩
  - 日本テレビ系ドラマ『ナースマンがゆく』主題歌[2]
2. for you
Original Lyrics：Tord Bäckström,Bengt Girell,Jan Nilsson、作詞：TAKESHI、作曲：Tord Bäckström・Bengt Girell、編曲：HIKARI
  - フジテレビ系「メントレG」テーマソング[2]
3. Nice Guys
作詞・作曲：TWUNE、編曲：KAM
4. 自分のために（Backing Track）
5. for you（Backing Track）

## 収録アルバム
- ACT II（#1, 2）
- HEART（#1）

## 映像作品
自分のために
- 5 ROUND Ⅲ（PV映像）
- TOKIO 20th Anniversary Live Tour HEART